# بستان الحمام
بستان الحمام قرية تتبع منطقة بانياس في محافظة طرطوس. قرية بستان الحمام قرية جبلية وجميلة تحيط بها الجبال فتعطيها جمالاً رائعاً، وتمتاز بمناخها المعتدل صيفاً وشتاءً وتجمع بين الجبل والساحل , تأسست بلدية بستان الحمام عام 1983 م ويبلغ عدد سكانها مع القرى التابعة لها (بستان الحمام ـ الغرزية ـ بابلوطة) 5000 نسمة وهي مخدمة بالمياه والكهرباء والهاتف وتوجد فيها مدارس للتعليم الأساسي وعدة خدمات أخرى